# Sphaeranthus oppositifolius
Sphaeranthus oppositifolius là một loài thực vật có hoa trong họ Cúc. Loài này được Ross-Craig miêu tả khoa học đầu tiên.